# Braiten
Braiten (auch Breiten) ist eine Katastralgemeinde der Gemeinde Baden im Bezirk Baden in Niederösterreich.

## Geografie
Die Katastralgemeinde befindet sich südöstlich des Stadtzentrums von Baden und umfasst im Norden jene Gebiete, die ab der 2. Hälfte des 20. Jahrhunderts flächig besiedelt wurden. Noch im frühen 19. Jahrhundert bestanden in der Katastralgemeinde nur das Straßendorf Breiten und die kleine Ansiedlung Vestenrohr etwas weiter südöstlich. Die Katastralgemeinde reicht im Süden bis an Bad Vöslau heran und im Osten etwa bis zum Wiener Neustädter Kanal. Einen Großteil der Fläche nimmt der Hartberg (266 m ü. A.) ein.

## Geschichte
Im Jahr 1822 wurde der Ort als Dorf mit 26 Häusern genannt, das nach baden eingepfarrt war, wohin auch die Kinder eingeschult wurden. Die Herrschaft Weikersdorf besaß die Ortsobrigkeit aus und besorgte die Konskription. Die Landgerichtsbarkeit wurde von der Stadt Baden ausgeübt. Die Untertanen und Grundholde des Ortes gehörten den Herrschaften Weikersdorf, Rauhenstein, Vestenrohr, Baden, Pfarre Baden, Heilhammerhof, Gamingerhof, Bürgerspital Baden und weiteren Grundherren.

## Siedlungsentwicklung
Zum Jahreswechsel 1979/1980 befanden sich in der Katastralgemeinde Braiten insgesamt 526 Bauflächen mit 128.891 m² und 571 Gärten auf 314.163 m², 1989/1990 waren es 532 Bauflächen. 1999/2000 war die Zahl der Bauflächen auf 1809 angewachsen und 2009/2010 waren es 872 Gebäude auf 1835 Bauflächen.

## Landwirtschaft
Die Katastralgemeinde ist landwirtschaftlich geprägt. 1411 Hektar wurden zum Jahreswechsel 1979/1980 landwirtschaftlich genutzt und 11 Hektar waren forstwirtschaftlich geführte Waldflächen. 1999/2000 wurde auf 1095 Hektar Landwirtschaft betrieben und 37 Hektar waren als forstwirtschaftlich genutzte Flächen ausgewiesen. Ende 2018 waren 1282 Hektar als landwirtschaftliche Flächen genutzt und Forstwirtschaft wurde auf 72 Hektar betrieben. Die durchschnittliche Bodenklimazahl von Braiten beträgt 43,4 (Stand 2010).